# Scarabaeoidea
Los escarabajos (Scarabaeoidea) son una superfamilia de coleópteros polífagos, la única del infraorden Scarabaeiformia. Está compuesta por catorce familias, la principal de las cuales, en cuanto a número de especies y diversidad, es Scarabaeidae.

## Características
Las características distintivas de este vasto grupo son las antenas terminadas en un maza de tres a siete artejos en forma de abanico, y la presencia de patas fuertes provistas de grandes dientes (adaptación para excavar). Muchas especies poseen cuernos en la cabeza y/o el protórax, más desarrollados en los machos. Las larvas tienen típicamente forma de "C".

## Historia natural
Sus modos de vida son diversos; muchas especies son coprófagas (Geotrupidae, Hybosoridae, Scarabaeinae, Aphodiinae), otras viven a expensas de madera en descomposición (Passalidae, Dynastinae), otras se alimentan de flores u hojas (Rutelinae, Cetoniinae, Melolonthinae), etc.

## Taxonomía
Según Bouchard y colaboradores:
- Familia Pleocomidae LeConte, 1861
  - Subfamilia Pleocominae LeConte, 1861
  - Subfamilia Cretocominae Nikolajev, 2002 †
  - Subfamilia Archescarabaeinae Nikolajev, 2010 †
- Familia Geotrupidae Latreille, 1802
  - Subfamilia Taurocerastinae Germain, 1897
  - Subfamilia Bolboceratinae Mulsant, 1842
    - Tribu Athyreini Lynch Arribálzaga, 1878
    - Tribu Bolbelasmini Nikolajev, 1996
    - Tribu Bolboceratini Mulsant, 1842
    - Tribu Bolbochromini Nikolajev, 1970
    - Tribu Eubolbitini Nikolajev, 1970
    - Tribu Eucanthini Nikolajev, 2003
    - Tribu Gilletinini Nikolajev, 1990
    - Tribu Odonteini Shokhin, 2007
    - Tribu Stenaspidiini Nikolajev, 2003

  - Subfamilia Geotrupinae Latreille, 1802
    - Tribu Ceratotrupini Zunino, 1984
    - Tribu Enoplotrupini Paulian, 1945
    - Tribu Cretogeotrupini Nikolajev, 1996 †
    - Tribu Geotrupini Latreille, 1802
    - Tribu Lethrini Oken, 1843
- Familia Belohinidae Paulian, 1959
- Familia Passalidae Leach, 1815
  - Subfamilia Aulacocyclinae Kaup, 1868
    - Tribu Aulacocyclini Kaup, 1868
    - Tribu Ceracupedini Boucher, 2006

  - Subfamilia Passalinae Leach, 1815
    - Tribu Leptaulacini Kaup, 1871
    - Tribu Macrolinini Kaup, 1871
    - Tribu Passalini Leach, 1815
    - Tribu Proculini Kaup, 1868
    - Tribu Solenocyclini Kaup, 1871
- Familia Trogidae MacLeay, 1819
  - Subfamilia Avitortorinae Nikolajev, 2007 †
  - Subfamilia Troginae MacLeay, 1819
  - Subfamilia Omorginae Nikolajev, 2005
- Familia Glaresidae Kolbe, 1905
- Familia Diphyllostomatidae Holloway, 1972
- Familia Lucanidae Latreille, 1804
  - Subfamilia Protolucaninae Nikolajev, 2007 †
  - Subfamilia Aesalinae MacLeay, 1819
    - Tribu Aesalini MacLeay, 1819
    - Tribu Ceratognathini Sharp, 1899
    - Tribu Nicagini LeConte, 1861

  - Subfamilia Ceruchitinae Nikolajev, 2006 †
  - Subfamilia Syndesinae MacLeay, 1819
  - Subfamilia Lampriminae MacLeay, 1819
    - Tribu Lamprimini MacLeay, 1819
    - Tribu Streptocerini Kikuta, 1986

  - Subfamilia Lucaninae Latreille, 1804
    - Tribu Chiasognathini Burmeister, 1847
    - Tribu Lucanini Latreille, 1804
    - Tribu Platycerini Mulsant, 1842
    - Tribu Platyceroidini Paulsen and Hawks, 2008

  - Subfamilia Paralucaninae Nikolajev, 2000 †
- Familia Ochodaeidae Mulsant and Rey, 1871
  - Subfamilia Cretochodaeinae Nikolajev, 1995 †
  - Subfamilia Ochodaeinae Mulsant and Rey, 1871
    - Tribu Enodognathini Scholtz, 1988
    - Tribu Ochodaeini Mulsant and Rey, 1871

  - Subfamilia Chaetocanthinae Scholtz, 1988
    - Tribu Chaetocanthini Scholtz, 1988
    - Tribu Pseudochodaeini Scholtz, 1988
    - Tribu Synochodaeini Scholtz, 1988
- Familia Hybosoridae Erichson, 1847
  - Subfamilia Mimaphodiinae Nikolajev, 2007 †
  - Subfamilia Anaidinae Nikolajev, 1996
  - Subfamilia Ceratocanthinae Martínez, 1968
    - Tribu Ceratocanthini Martínez, 1968
    - Tribu Ivieolini Howden and Gill, 2000
    - Tribu Scarabatermitini Nikolajev, 1999

  - Subfamilia Hybosorinae Erichson, 1847
  - Subfamilia Liparochrinae Ocampo, 2006
  - Subfamilia Pachyplectrinae Ocampo, 2006
- Familia Glaphyridae MacLeay, 1819
  - Subfamilia Glaphyrinae MacLeay, 1819
  - Subfamilia Amphicominae Blanchard, 1845
  - Subfamilia Cretoglaphyrinae Nikolajev, 2005 †
- Familia Scarabaeidae Latreille, 1802
  - Subfamilia Lithoscarabaeinae Nikolajev, 1992 †
  - Subfamilia Chironinae Blanchard, 1845
  - Subfamilia Aegialiinae Laporte, 1840
  - Subfamilia Eremazinae Iablokoff-Khnzorian, 1977
  - Subfamilia Aphodiinae Leach, 1815
    - Tribu Aphodiini Leach, 1815
      - Subtribu Aphodiina Leach, 1815
      - Subtribu Didactyliina Pittino, 1985
      - Subtribu Proctophanina Stebnicka and Howden, 1995

    - Tribu Corythoderini Schmidt, 1910
    - Tribu Eupariini Schmidt, 1910 nomen protectum
    - Tribu Odontolochini Stebnicka and Howden, 1996
    - Tribu Odochilini Rakovič, 1987
    - Tribu Psammodiini Mulsant, 1842
      - Subtribu Phycocina Landin, 1960
      - Subtribu Psammodiina Mulsant, 1842
      - Subtribu Rhyssemina Pittino and Mariani, 1986

    - Tribu Rhyparini Schmidt, 1910
    - Tribu Stereomerini Howden and Storey, 1992
    - Tribu Termitoderini Tangelder and Krikken, 1982

  - Subfamilia Aulonocneminae Janssens, 1946
  - Subfamilia Termitotroginae Wasmann, 1918
  - Subfamilia Scarabaeinae Latreille, 1802
    - Tribu Ateuchini Perty, 1830
      - Subtribu Ateuchina Perty, 1830
      - Subtribu Scatimina Vaz-de-Mello, 2008

    - Tribu Coprini Leach, 1815
    - Tribu Deltochilini Lacordaire, 1856
    - Tribu Eucraniini Burmeister, 1873
    - Tribu Gymnopleurini Lacordaire, 1856
    - Tribu Oniticellini Kolbe, 1905
      - Subtribu Drepanocerina van Lansberge, 1875
      - Subtribu Eurysternina Vulcano, Martínez and Pereira, 1961
      - Subtribu Helictopleurina Janssens, 1946
      - Subtribu Oniticellina Kolbe, 1905

    - Tribu Onitini Laporte, 1840
    - Tribu Onthophagini Burmeister, 1846
    - Tribu Phanaeini Hope, 1838
    - Tribu Scarabaeini Latreille, 1802
    - Tribu Sisyphini Mulsant, 1842

  - Subfamilia Prototroginae Nikolajev, 2000 †
  - Subfamilia Cretoscarabaeinae Nikolajev, 1995 †
  - Subfamilia Dynamopodinae Arrow, 1911
    - Tribu Dynamopodini Arrow, 1911
    - Tribu Thinorycterini Semenov and Reichardt, 1925

  - Subfamilia Phaenomeridinae Erichson, 1847
  - Subfamilia Orphninae Erichson, 1847
    - Tribu Aegidiini Paulian, 1984
    - Tribu Orphnini Erichson, 1847

  - Subfamilia Allidiostomatinae Arrow, 1940
  - Subfamilia Aclopinae Blanchard, 1850
    - Tribu Aclopini Blanchard, 1850
    - Tribu Holcorobeini Nikolajev, 1992 †
    - Tribu Phaenognathini Iablokoff-Khnzorian, 1977

  - Subfamilia Melolonthinae Leach, 1819
    - Tribu Ablaberini Blanchard, 1850
    - Tribu Automoliini Britton, 1978
    - Tribu Chasmatopterini Lacordaire, 1856
    - Tribu Colymbomorphini Blanchard, 1850
    - Tribu Comophorinini Britton, 1957
    - Tribu Cretomelolonthini Nikolajev, 1998 †
    - Tribu Dichelonychini Burmeister, 1855
    - Tribu Diphucephalini Laporte, 1840
    - Tribu Diphycerini Medvedev, 1952
    - Tribu Diplotaxini Kirby, 1837
    - Tribu Euchirini Hope, 1840
    - Tribu Heteronychini Lacordaire, 1856
    - Tribu Hopliini Latreille, 1829
      - Subtribu Hopliina Latreille, 1829
      - Subtribu Pachycnemina Laporte, 1840

    - Tribu Lichniini Burmeister, 1844
    - Tribu Liparetrini Burmeister, 1855
    - Tribu Macrodactylini Kirby, 1837
    - Tribu Maechidiini Burmeister, 1855
    - Tribu Melolonthini Leach, 1819
      - Subtribu Enariina Dewailly, 1950
      - Subtribu Heptophyllina Medvedev, 1951
      - Subtribu Leucopholina Burmeister, 1855
      - Subtribu Melolonthina Leach, 1819
      - Subtribu Pegylina Lacroix, 1989
      - Subtribu Rhizotrogina Burmeister, 1855
      - Subtribu Schizonychina Burmeister, 1855

    - Tribu Oncerini LeConte, 1861
    - Tribu Pachypodini Erichson, 1840
    - Tribu Pachytrichini Burmeister, 1855
    - Tribu Phyllotocidiini Britton, 1957
    - Tribu Podolasiini Howden, 1997
    - Tribu Scitalini Britton, 1957
    - Tribu Sericini Kirby, 1837
      - Subtribu Phyllotocina Burmeister, 1855
      - Subtribu Sericina Kirby, 1837
      - Subtribu Trochalina Brenske, 1898

    - Tribu Sericoidini Erichson, 1847
    - Tribu Systellopini Sharp, 1877
    - Tribu Tanyproctini Erichson, 1847
      - Subtribu Macrophyllina Burmeister, 1855
      - Subtribu Tanyproctina Erichson, 1847

  - Subfamilia Rutelinae MacLeay, 1819
    - Tribu Adoretini Burmeister, 1844
      - Subtribu Adoretina Burmeister, 1844
      - Subtribu Adorrhinyptiina Arrow, 1917
      - Subtribu Pachyrhinadoretina Ohaus, 1912
      - Subtribu Prodoretina Ohaus, 1912
      - Subtribu Trigonostomusina Ohaus, 1912

    - Tribu Alvarengiini Frey, 1975
    - Tribu Anatistini Lacordaire, 1856
    - Tribu Anomalini Streubel, 1839 nomen protectum
      - Subtribu Anisopliina Burmeister, 1844
      - Subtribu Anomalina Streubel, 1839 nomen protectum
      - Subtribu Isopliina Péringuey, 1902
      - Subtribu Leptohopliina Potts, 1974
      - Subtribu Popilliina Ohaus, 1918

    - Tribu Anoplognathini MacLeay, 1819
      - Subtribu Anoplognathina MacLeay, 1819
      - Subtribu Brachysternina Burmeister, 1844
      - Subtribu Phalangogoniina Ohaus, 1918
      - Subtribu Platycoeliina Burmeister, 1844
      - Subtribu Schizognathina Ohaus, 1918

    - Tribu Geniatini Burmeister, 1844
    - Tribu Rutelini MacLeay, 1819
      - Subtribu Areodina Burmeister, 1844
      - Subtribu Desmonychina Arrow, 1917
      - Subtribu Didrepanephorina Ohaus, 1918
      - Subtribu Heterosternina Bates, 1888 nomen protectum
      - Subtribu Lasiocalina Ohaus, 1918
      - Subtribu Oryctomorphina Burmeister, 1847
      - Subtribu Parastasiina Burmeister, 1844
      - Subtribu Rutelina MacLeay, 1819

  - Subfamilia Dynastinae MacLeay, 1819
    - Tribu Agaocephalini Burmeister, 1847
    - Tribu Cyclocephalini Laporte, 1840
    - Tribu Dynastini MacLeay, 1819
    - Tribu Hexodontini Lacordaire, 1856
    - Tribu Oryctini Mulsant, 1842
    - Tribu Oryctoderini Endrödi, 1966
    - Tribu Pentodontini Mulsant, 1842
      - Subtribu Cheiroplatina Carne, 1957
      - Subtribu Dipelicina Carne, 1957
      - Subtribu Pentodontina Mulsant, 1842
      - Subtribu Pseudoryctina Carne, 1957

    - Tribu Phileurini Burmeister, 1847
      - Subtribu Cryptodina Burmeister and Schaum, 1840
      - Subtribu Phileurina Burmeister, 1847

  - Subfamilia Cetoniinae Leach, 1815
    - Tribu Cetoniini Leach, 1815
      - Subtribu Cetoniina Leach, 1815
      - Subtribu Euphoriina Horn, 1880
      - Subtribu Leucocelina Kraatz, 1882

    - Tribu Cremastocheilini Burmeister and Schaum, 1841
      - Subtribu Aspilina Krikken, 1984
      - Subtribu Coenochilina Burmeister, 1842
      - Subtribu Cremastocheilina Burmeister and Schaum, 1841
      - Subtribu Cymophorina Krikken, 1984
      - Subtribu Genuchina Krikken, 1984
      - Subtribu Goliathopsidina Krikken, 1984
      - Subtribu Heterogeniina Krikken, 1984
      - Subtribu Lissogeniina Krikken, 1984
      - Subtribu Macromina Burmeister and Schaum, 1840
      - Subtribu Nyassinina Krikken, 1984
      - Subtribu Oplostomina Krikken, 1984
      - Subtribu Pilinurgina Krikken, 1984
      - Subtribu Spilophorina Krikken, 1984
      - Subtribu Telochilina Krikken, 1984
      - Subtribu Trichoplina Krikken, 1984
      - Subtribu Trogodina Krikken, 1984

    - Tribu Diplognathini Burmeister, 1842
    - Tribu Goliathini Latreille, 1829
      - Subtribu Coryphocerina Burmeister, 1842
      - Subtribu Dicronocephalina Krikken, 1984
      - Subtribu Goliathina Latreille, 1829
      - Subtribu Ichnestomatina Burmeister, 1842

    - Tribu Gymnetini Kirby, 1827
      - Subtribu Blaesiina Schoch, 1895
      - Subtribu Gymnetina Kirby, 1827

    - Tribu Phaedimini Schoch, 1894
    - Tribu Schizorhinini Burmeister, 1842
      - Subtribu Lomapterina Burmeister, 1842
      - Subtribu Schizorhinina Burmeister, 1842

    - Tribu Stenotarsiini Kraatz, 1880
      - Subtribu Anochiliina Krikken, 1984
      - Subtribu Coptomiina Schenkling, 1921
      - Subtribu Chromoptiliina Krikken, 1984
      - Subtribu Doryscelina Schenkling, 1921
      - Subtribu Euchroeina Paulian and Descarpentries, 1982
      - Subtribu Heterophanina Schoch, 1894
      - Subtribu Heterosomatina Krikken, 1984
      - Subtribu Pantoliina Krikken, 1984
      - Subtribu Parachiliina Krikken, 1984
      - Subtribu Stenotarsiina Kraatz, 1880

    - Tribu Taenioderini Mikšić, 1976
      - Subtribu Chalcotheina Mikšić, 1976
      - Subtribu Taenioderina Mikšić, 1976

    - Tribu Trichiini Fleming, 1821
      - Subtribu Cryptodontina Lacordaire, 1856
      - Subtribu Incina Burmeister, 1842
      - Subtribu Osmodermatina Schenkling, 1922
      - Subtribu Platygeniina Krikken, 1984
      - Subtribu Trichiina Fleming, 1821

    - Tribu Valgini Mulsant, 1842
      - Subtribu Microvalgina Kolbe, 1904
      - Subtribu Valgina Mulsant, 1842

    - Tribu Xiphoscelidini Burmeister, 1842
- Familia Coprinisphaeridae Genise, 2004 †
- Familia Pallichnidae Genise, 2004 †